# Prozessformel
Die Prozessformel (auch Klagformel) ist im altrömischen Recht die exakt vorgeschriebene Spruchformel im rituellen Klageverfahren der Legisaktionen. Der zuständige Prätor gab sie dem streitgegenständlich entscheidenden Richter (iudex) vor. Der kleinste Fehler führte zum Prozessverlust. Bestandteile der Formel waren die Beschreibung des subsumptionsfähigen Tatbestands (demonstratio), das Klagbegehren (intentio), die prozessuale Zuteilung (adiudicatio) und schließlich das Urteil, gegebenenfalls die Verurteilung (condemnatio).
Im Formularprozess der klassischen Zeit erfuhr der Prozess noch formale Erweiterungen. Vorangestellt wurden der Titel, die Überschrift und der eingesetzte Richter (praescriptio). Daran schloss die (An-)Klage beziehungsweise die Beschuldigung (intentio) an, die das Streitprogramm, den Klagegrund und den Klagegegenstand offenlegte. Die condemnatio, wurde dokumentiert.
Es gab unterschiedliche Arten von Klagformeln, die für strengrechtliche Klagen (stricti iuris iudicia) und die für Klagen nach Treu und Glauben (bonae fidei iudicia). Einreden hatten eine eigene Klagformel. In methodischer Hinsicht unterteilten sich die Klagformeln in fiktive (formulae ficticiae), analoge (actiones utiles) und auf einen Sachverhalt zugeschnittene (formulae in factum conceptae).